# Llibre del Repartiment de Mallorca
El Llibre del Repartiment de Mallorca, és la denominació genèrica que reben un conjunt de còdex medievals on s'indica com es varen repartir els béns immobles de Mallorca una vegada conquerida l'illa el 1229.
El llibre té distints nivells de repartiment que en condicionen el detall, així, d'una banda, assenyala l'àmbit territorial de les porcions corresponents als magnats (Nunyo Sans, Berenguer de Palou, Hug IV d'Empúries i Gastó de Bearn), als quals els va correspondre el 50% de l'illa, i que procediren a fer el seu propi repartiment detallat, que no pertany a aquest conjunt documental; d'altra banda, per al 50% de la part de les propietats corresponents a Jaume I, el llibre n'assenyala la denominació i el nom dels beneficiaris, dins els quals podem fer una segona distinció entre beneficiaris individuals (alguns d'ells amb grans extensions com el Paborde de Tarragona o Pere de Portugal i d'altres amb assignacions més modestes) i col·lectius (l'orde del Temple o les milícies urbanes de Barcelona, Girona, Tarragona, Tortosa, Caldes, Tàrrega, Montalbán, Marsella, Narbona o Gènova, entre d'altres). El conjunt d'aquests procediments només permet conèixer una petita part dels primers propietaris de les terres conquerides i l'estructura de la propietat musulmana i de la toponímia de la meitat de l'illa, però per una altra banda informa de la conformació de l'estructura i organització feudal de la propietat que s'implantaria a l'illa a partir de la conquesta i que en condicionarà la història futura.

## Còdex conservats
Alguns del còdex conservats fan referència al fet que són còpia de l'original en àrab, avui perdut, dipositat per Jaume I a la casa del Temple de Mallorca, en tot cas el seu contingut permet distingir dos grups, per una banda el denominat aràbigo-llatí (ARM, s/n, ca. 1232) i per l'altre les versions en català i llatí que només presenten diferències de còpia entre ells: el català (ARM, 18, 1269) i tres llatins (ARM, 19, ca. 1300; ACM, 3041, 1307 i; ACA, 26, ca. 1346).